# Уайтчепел

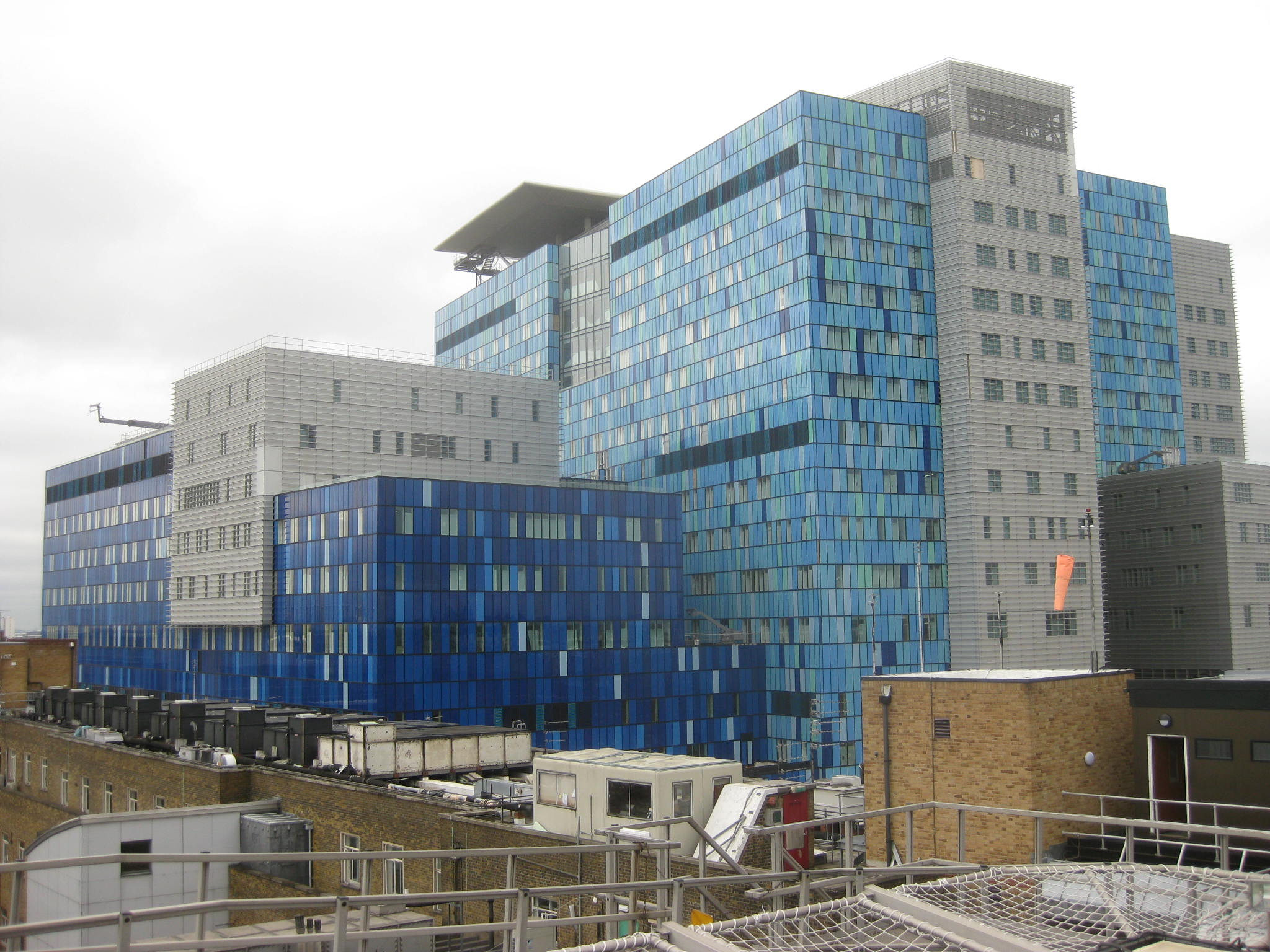
Здание Королевского лондонского госпиталя (Royal London Hospital)

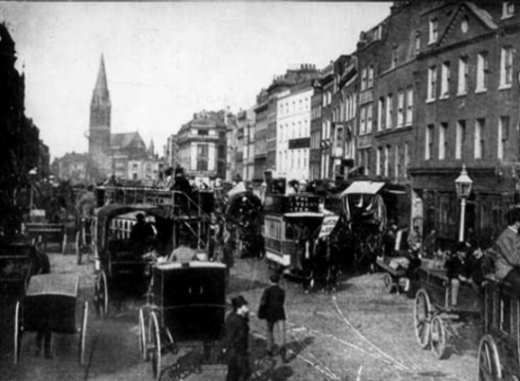
Главная улица района Уайтчепел-Хай-стрит (Whitechapel High Street) 1905 год

Уа́йтчепел (англ. Whitechapel) — исторический район Лондона, ныне в составе городского района (боро) Тауэр-Хэмлетс. Постоянное население имеет разнообразное этническое происхождение, преимущественно это выходцы из Бангладеш.
Печальную известность району принесли убийства, происходившие здесь в 1888—1891 годах и приписываемые серийному убийце Джеку-потрошителю.

## История
В викторианскую эпоху в районе Уайтчепел проживало наиболее бедное население Лондона.
К 1880-м годам Уайтчепел стал своего рода «еврейским гетто» Лондона: значительную часть населения здесь составляли евреи-иммигранты, которые бежали из Российской Империи на волне погромов 1881—1882 годов.

## Культура

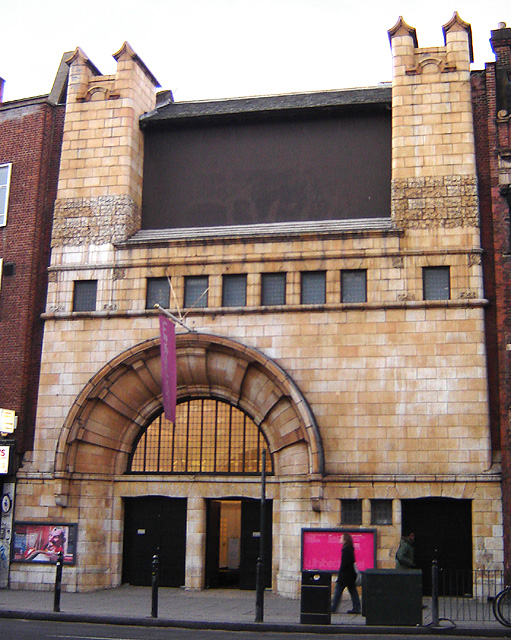
Фасад художественной галереи Уайтчепел

Американская дэткор-группа Whitechapel название взяла в честь района Уайтчепел, прославившегося благодаря серийному убийце Джеку Потрошителю.